# Super Magic Brothers FC
El Super Magic Brothers FC es un equipo de fútbol de Seychelles que juega en la Segunda División de Seychelles, la segunda liga de fútbol más importante del país.

## Historia
Fue fundado en el año 1985 en la capital Victoria con el nombre Seychelles Marketing Board hasta el 2008, cuando lo cambiaron por el que llevan actualmente. Nunca ha ganado el torneo de Liga de Primera División ni han ganado algún torneo de copa en Seychelles, pero fueron subcampeones de liga en la temporada 2007 y finalistas de la Copa Presidente de Seychelles en el año 2005.
A nivel internacional ha participado en 1 torneo continental, la Copa Confederación de la CAF 2006, donde fueron eliminados en la Ronda Preliminar por el Township Rollers FC de Botsuana.
Descendió en la Temporada 2009 a la Segunda División por problemas financieros.

## Palmarés
- Campeonato seychelense de fútbol: 0
  - Subcampeón: 1

2007
- Copa Presidente de Seychelles: 0
  - Finalista: 1

2005

## Participación en competiciones de la CAF
| Temporada | Torneo                       | Ronda      | Club                | Casa | Visita | Global |
| --------- | ---------------------------- | ---------- | ------------------- | ---- | ------ | ------ |
| 2006      | Copa Confederación de la CAF | Preliminar | Township Rollers FC | 0-2  | 0-1    | 0-3    |